# Калифитос
Калифитос (грч. Καλλίφυτος) је насељено место у општини Драма у периферији Источна Македонија и Тракија, Грчка. Према попису из 2021. године био је 1.201 становник.
Према бугарском географу и историчару, Василу Канчову, у Калифитосу је 1900. године живело 1.050 Турака. Године 1923. турско становништво је принудно исељено у Турску а на њихово место је насељене грчке избегличке породица, којих је на попису из 1928. било 2.670. Село се раније звало Равика.